# 파코 플로레스
프란시스코 "파코" 플로레스 라후스티시아(스페인어: Francisco "Paco" Flores Lajusticia, 1952년 11월 26일, 카탈루냐 주 바르셀로나 ~)는 스페인의 전직 축구 공격수이자 감독이다.
그는 현역 선수 시절과 감독 시절 모두 에스파뇰과 밀접하게 활약했다.

## 선수 경력
카탈루냐 주 바르셀로나 출신인 플로레스는 고향의 에스파뇰에서 축구를 시작하여, 에스파뇰과 연이 맺어진 와중에 수 차례 고향 동네의 몇몇 구단으로 임대되었다. 하엔에서 복귀한 후, 그는 라 리가에서 에스파뇰 소속으로 3시즌 활약했는데, 1년차에 33경기에 출전, 8골을 기록해 앵무새 군단이 14위 성적을 거두어 승점 1점 차이로 강등을 면하게 도왔다. 그는 1977년 9월 3일, 25세의 나이에 1-3으로 패한 세비야와의 원정 경기에서 리그 신고식을 치렀다. 11월 20일, 그는 바르셀로나와의 지역 더비 경기에서 막판 동점골을 기록해 경기를 1-1 무승부로 끝냈다.
1981년 1월, 하엔에 또다시 입단했던 플로레스는 세군다 디비시온의 리나레스로 이적했지만, 교통 사고로 인해 얼마 이후에 한쪽 눈을 실명했고, 2년차가 끝나고 29세의 나이로 구단을 떠났다. 은퇴하기 전에, 그는 카탈루냐의 아마추어 구단인 산트보이아에서 몇 년을 활약했다.

## 감독 경력
플로레스는 1984년에 감독일을 시작했는데, 10년 넘게 에스파뇰의 유소년부를 맡았고, 1995년부터는 에스파뇰의 본 선수단을 맡기 시작했다. 그는 1994년부터 2군 감독을 맡아 1년차에 세군다 디비시온 B로의 승격을 이루어냈다.
플로레스는 1996-97 시즌을 14경기를 남겨두고 해임된 비센테 미에라의 바통을 이어받았고, 그 에스파뇰 선수단을 이끌고 리그를 12위로 마무리했다. 이후, 그는 다시 2년 더 2군 감독을 맡았다.
플로레스는 1999-2000 시즌 중도에 1군 감독으로 다시 취임해 또다시 구단을 구해냈는데, 그는 미겔 앙헬 브린디시의 후임을 맡았다. 그는 소속 구단을 이끌고 14위의 성적을 거두어 강등권에서 탈출한 것은 물론 코파 델 레이 결승전에서 아틀레티코 마드리드를 이기고 60년 만에 첫 코파 델 레이 우승으로 이끌었으며, 소속 구단을 2년 더 지휘했다.
2002-03 시즌, 플로레스는 사라고사 감독이 되어 새로운 도전을 받아들였는데, 아라곤 연고 구단은 1년 만에 1부 리그에 복귀했지만, 이듬해에 20라운드 동안 부진한 성적을 거두면서 빅토르 무뇨스가 그의 후임이 되었다. 무뇨스 후임 감독 또한 코파 델 레이 우승을 달성했다. 알메리아에서 세군다 디비시온의 2부 리그 경기를 11경기를 치른 후, 안달루시아 연고 구단의 감독직을 2005-06 시즌 끝까지 맡아 6위의 성적을 기록했다.
2006년 7월 말, 플로레스는 2006-07 시즌에 루이스 세사르 삼페드로의 후임으로 마요르카와의 안방 경기에서 2-3으로 패한 짐나스틱의 감독이 되어 다시 1부 리그 구단을 지도했다. 그는 비록 전임자가 남겨 둔 선수단을 정비했지만, 강등을 피하기에는 역부족이었다.

## 수상
에스파뇰
- 코파 델 레이: 1999–2000[17]